# Robert de Hoog
 (octobre 2018).
Pour les articles homonymes, voir Hoog.
Robert de Hoog, né le 18 novembre 1988 à Alphen-sur-le-Rhin, est un acteur néerlandais.

## Filmographie

### Cinéma et téléfilms
- 2006 : Keyzer & De Boer Advocaten : Timo Koppenaal
- 2008 : Skin (nl) de Hanro Smitsman : Frankie [2]
- 2008 : Den Helder[Quoi ?] de Jorien van Nes : Maarten[3]
- 2008 : Vanwege de Vis : Le directeur
- 2008 : Roes : Bert
- 2010 : Schemer (nl) de Hanro Smitsman : Mick[4]
- 2010 : Mowgli & Fidel : Fidel
- 2011 : Me and Mr Jones on Natalee Island de Paul Ruven[5]
- 2011 : 170 Hz (nl) de Joost van Ginkel : Sijp[6]
- 2011 : Met Donker Thuis : Johnny
- 2011 : Conquest (Nova Zembla) de Reinout Oerlemans : Gerrit de Veer[7]
- 2011 : Zieleman : Jacob
- 2012 : Black Out (nl) de Arne Toonen : Gianni[8]
- 2012 : Tricked de Paul Verhoeven : Tobias[9]
- 2013 : Love Eternal (nl) de Brendan Muldowney : Ian Harding[10]
- 2013 : APP (en) de Bobby Boermans : Tim Maas[11]
- 2013 : Crossing Lines : Marcus
- 2014 : Johan: logisch is anders (nl) : L’empereur
- 2014-2016 : Heer & Meester (nl) : Danny Torenaar[12]
- 2015 : Isabelle et le Secret de d'Artagnan de Dennis Bots : Monmouth[13]
- 2015 : Homies (nl) : Timo
- 2015 : Hotwax : Le garde du corps no 1
- 2016 : The Fury (en) (De Helleveeg) de André van Duren : Koos[14]
- 2016 : Catch[Quoi ?] : Ian
- 2016 : Centraal Medisch Centrum (nl) : Ivo Segers
- 2017 : Bella Donna's (nl) de Jon Karthaus : Youri[15]
- 2017 : Suspects (nl) : Max van Loon
- 2018 : Towers Of Power : Edwin de Keizer
- 2018 : Mocro Maffia : Tatta
- 2018 : Zuidas (nl)
- 2018 : Soof: een nieuw begin (nl) : Victor
- 2018 : Heer & Meester (nl) : Danny Torenaar
- 2019 : Instinct (en) : Jos
- 2019 : Baantjer: het begin : Siem Looder